# 銀翹散
銀翹散（ぎんぎょうさん）は漢方方剤のひとつ。清朝時代の薬学書「温病条弁」にも記述があり、抗炎症作用、抗ウイルス作用などがあるためインフルエンザ治療などにも使われている。

## 成分
銀翹散の成分は以下の通り。
- キンギンカ（金銀花）
- レンギョウ（連翹）
- キキョウ（桔梗）
- カンゾウ（甘草）
- ハッカ（薄荷）
- タンズシ（淡豆豉）
- ゴボウシ（牛蒡子）
- タンチクヨウ（淡竹葉）
- ケイガイ（荊芥）
- レイヨウカク（羚羊角）